# Wald von Biķernieki

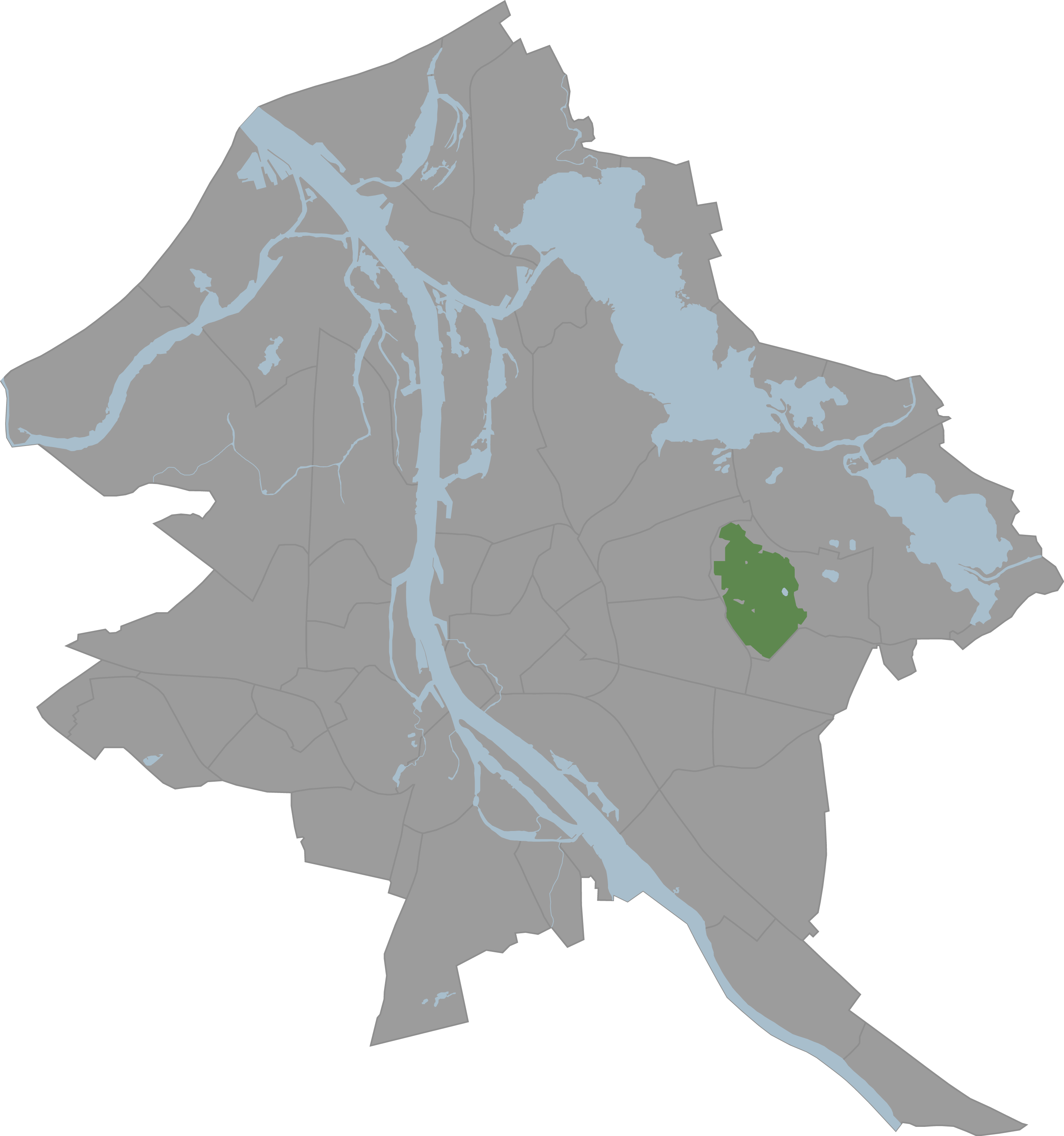
Lage des Waldes im Stadtgebiet von Riga

Der Wald von Biķernieki (auch Hochwald von Riga genannt, lettisch Biķernieku mežs) war noch bis in die Jahre nach dem Zweiten Weltkrieg ein Wald östlich von Riga. Im Lettischen Unabhängigkeitskrieg diente der Wald den Bolschewiki als Erschießungsstätte. In der Zeit des Nationalsozialismus fanden im Wald von Biķernieki Massenerschießungen statt. 2001 wurde eine Gedenkstätte eröffnet. Inzwischen befindet sich das überwiegend mit Waldkiefer bewaldete sandig-hügelige Binnendünengebiet innerhalb der wachsenden baltischen Metropole und dient dort wie der im Wald befindliche See Linezers als Naherholungsgebiet. Außerdem ist der Wald von Biķernieki wegen seiner Motorsport-Rennstrecke bekannt: Diese wurde in der Sowjetzeit angelegt und ist die größte Rennstrecke Lettlands.

## Hinrichtungen im Lettischen Unabhängigkeitskrieg
Während des Lettischen Unabhängigkeitskrieges übernahmen Bolschewiki im Jahre 1919 für 4 ½ Monate die Kontrolle über Riga, ferner über weite Teile Lettlands. Es kam zu zahlreichen Todesurteilen gegen sogenannte „Konterrevolutionäre“ und „Volksfeinde“. Allein in Riga wurden 3654 Todesurteile vollstreckt. Eine der Hinrichtungsstätten war der Wald von Biķernieki. Ein prominentes Opfer war der evangelische Pastor Heinrich Bosse. Allein am frühen Morgen des 14. März 1919 wurden 63 Personen aus vielen verschiedenen Bevölkerungsgruppen, darunter die evangelischen Pastoren Eugen Berg und Theodor Scheinpflug, hier erschossen. Unter den Getöteten waren Deutsche, Letten, Juden und Russen, ferner waren viele verschiedene Berufe und Altersstufen vertreten. Berg war mit 63 Jahren das älteste Opfer, der 18-jährige Ladenjunge Morduch Girsfeld das jüngste; nahe Verwandte starben gemeinsam. Die Todesurteile wurden unter anderem in der in Riga erscheinenden Roten Fahne veröffentlicht. Diese Zeitschrift betonte die angebliche Notwendigkeit dieser Maßnahmen im Klassenkampf und beklagte, dass „das revolutionäre Volk stets zu milde, zu großmütig sei und nur zu leicht Jahrhunderte lange Knechtschaft und Sklaverei verzeihe“.

## Massengräber aus dem Zweiten Weltkrieg

### Hinrichtungen

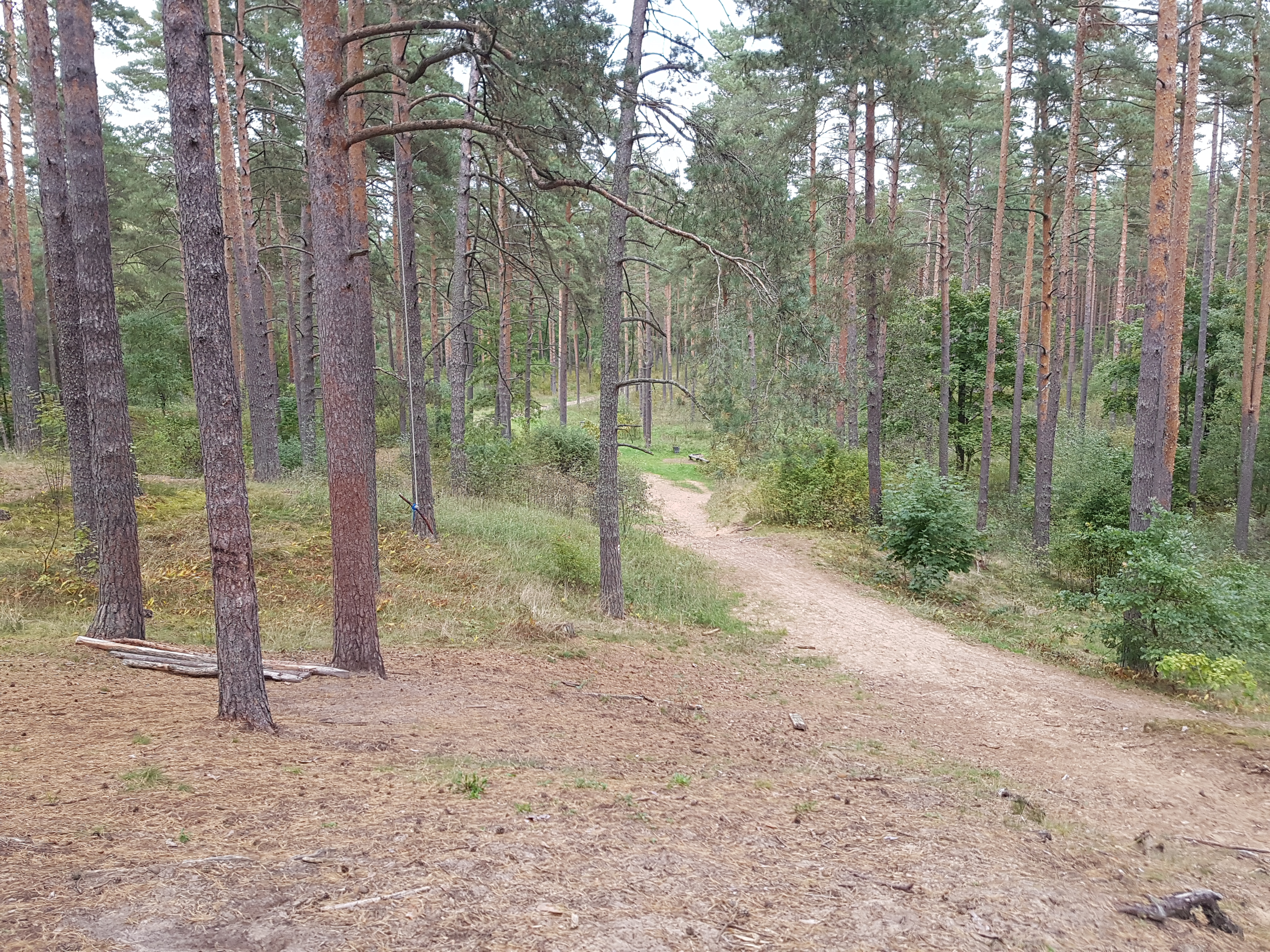
Wald von Biķernieki

Im Wald von Biķernieki befinden sich die größten Massengräber Lettlands: 55 größere und kleinere Gräber mit einer Gesamtfläche von 2885 m². Es war die erste systematische Ermordung von Juden durch Massenerschießung während der Zeit des NS-Regimes. Vom Sommer 1941 bis zum Herbst 1944 wurden hier nach unterschiedlichen Quellen 35.000 bis 46.500 Menschen von Sicherheitspolizei und lettischen Hilfskräften umgebracht. Die Ermittlung der genauen Opferzahl wird dadurch erschwert, dass die zurückweichenden deutschen Truppen gegen Ende des Krieges die verscharrten Leichen im Rahmen der „Sonderaktion 1005“ verbrannt hatten. Als nachweisbar gelten folgende Opferzahlen: ca. 20.000 Juden aus Lettland, Deutschland, Österreich und Tschechien, ca. 10.000 Kriegsgefangene sowie ca. 5000 Widerstandskämpfer.
Im März 1942 wurden bei der Aktion Dünamünde etwa 1.900 arbeitsunfähige Juden aus dem Ghetto Riga unter dem Vorwand, in Dünamünde zu leichter Arbeit bei der Fischverarbeitung eingesetzt zu werden, in den Wald von Biķernieki geschafft, dort erschossen und verscharrt. Am 26. März 1942 wurden dann zwischen 1600 und 1700 Insassen des aufgelösten Lager Jungfernhof mit Lastwagen hierher gebracht, erschossen und in Massengräbern verscharrt; auch sie wurden dabei mit demselben fiktiven Lager in Dünamünde getäuscht, wo es bessere Unterkunftsmöglichkeiten gäbe. Zu diesen Erschossenen zählte auch der Rabbiner Joseph Carlebach. Viktor Marx aus Württemberg, der dort inhaftiert war und dessen Frau Marga und Tochter Ruth erschossen wurden, berichtet: „Im Lager wurde uns gesagt, dass alle Frauen und Kinder vom Jungfernhof wegkämen, und zwar nach Dünamünde. Dort seien Krankenhäuser, Schulen und massiv gebaute Steinhäuser, wo sie wohnen könnten. Ich bat den Kommandanten, auch mich nach Dünamünde zu verschicken, was er jedoch ablehnte, weil ich ein zu guter Arbeiter sei.“ Im Wald von Biķernieki wurden auch der Essayist, Schriftsteller und Dadaist Walter Serner und seine Frau Dorotea ermordet, wahrscheinlich am 23. August 1942.

### Leitung und Durchführung der Erschießungen
Die Leitung der Erschießungen lag wie bei denen im Wald von Rumbula beim SD-Chef in Lettland SS-Obergruppenführer Friedrich Jeckeln. Während der ersten Exekutionen im Jahre 1941 waren die deutschen SS-Führer – der Ghettokommandant SS-Sturmführer Kurt Krause, der Kommandant des Lagers Jungfernhof Unterscharführer Rudolf Seck und der SS-Standartenführer Rudolf Lange – anwesend. Die Erschießungen wurden von dem zum damaligen Zeitpunkt 50- bis 100-köpfigen Kommando Arājs, einer lettischen Freiwilligenhilfsgruppe des Sicherheitsdienstes, durchgeführt. Bezüglich der sogenannten „Aktion Dünamünde“, bei der am 26. März 1942 rund zweitausend Menschen ermordet wurden, sagte der damalige Hilfssicherheitspolizist Pēteris Iklavs aus: „[…] Polizisten des Arajskommandos schossen auf sie mit Maschinenpistolen. […] Ferner befanden sich an der Grube der Leiter der Sicherheitspolizei und des SD von Lettland, Lange, außerdem einige deutsche Offiziere des SD […]. Zusammen mit ihnen standen auch dort Arajs und einige Offiziere seines Kommandos […].“

### Spurenvernichtung
Nachdem die Massengräber im Wald von Rumbula 1944 durch das Sonderkommando 1005 beseitigt worden waren, wurden auch die Gruben im Wald von Bikernieki geöffnet. Sie erstreckten sich über zwei getrennte Areale. Das erste bestand aus etwa sieben Massengräbern mit 10.000 bis 12.000 Leichen, die bis Ende Juli 1944 ausgegraben und auf Scheiterhaufen verbrannt wurden. Der SS-Hauptsturmführer Walter Helfsgott ließ anschließend 60 entkräftete Arbeitshäftlinge erschießen, die zu dieser Arbeit gezwungen worden waren. Danach wurde das zweite Gräberfeld geöffnet, das mindestens 10.000 oder gar 20.000 Körper enthielt. Nachdem die Leichen verbrannt, Knochenreste zerstoßen und die Asche verstreut worden war, wurden auch diese Arbeitshäftlinge erschossen und verbrannt.

### Gedenkstätte
In der Sowjetzeit wurden diese Gräber kaum gepflegt; es fanden aber vereinzelt Gedenkveranstaltungen statt. Mit Unterstützung vom Volksbund Deutsche Kriegsgräberfürsorge wurde am 30. November 2001 im Wald von Biķernieki eine Holocaustgedenkstätte eröffnet. Der Kantor der Jüdischen Gemeinde zu Riga, Vlad Shulman, sprach das Kaddisch. Auf den Seiten des Gedenksteins steht auf Hebräisch, Russisch, Lettisch und Deutsch:

„ACH ERDE, BEDECKE MEIN BLUT NICHT, UND MEIN SCHREIEN FINDE KEINE RUHESTATT!“

Etwa 5000 Stelen aus ukrainischem Granit in grober Struktur und unterschiedlicher Größe und Farbe erinnern an das Geschehen.

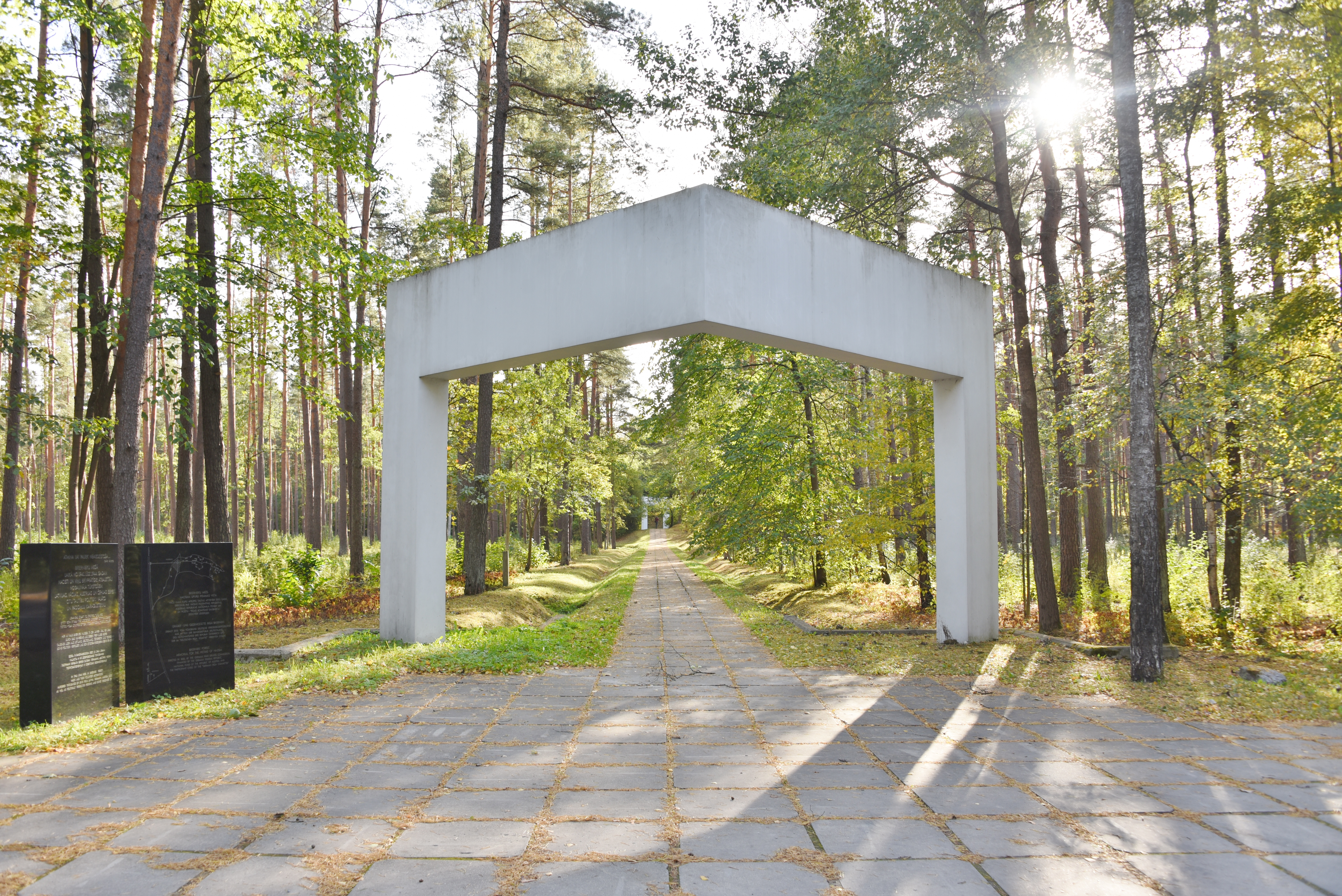
Eingang zur Gedenkstätte
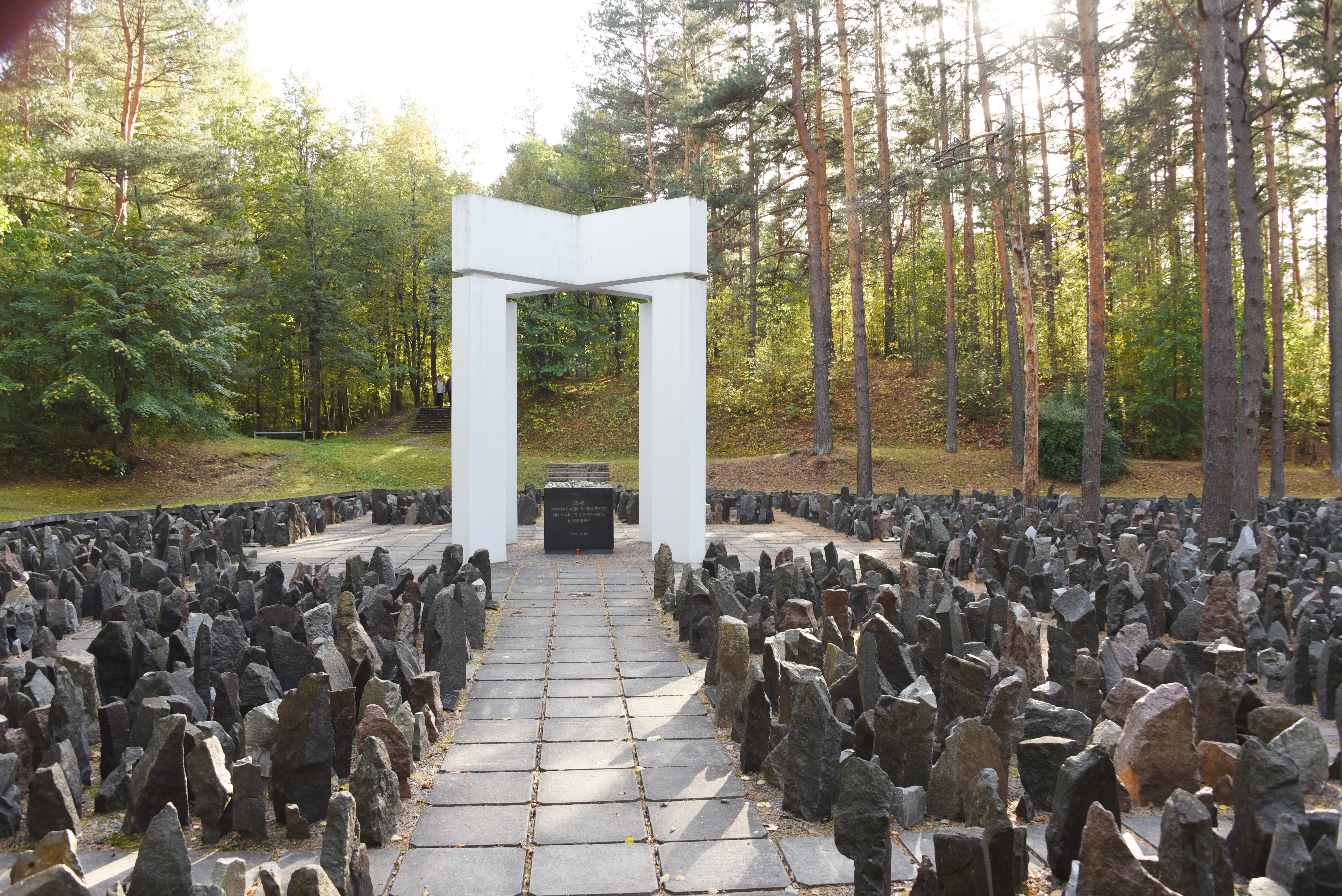
Stelen und Mittelpunkt der Gedenkstätte
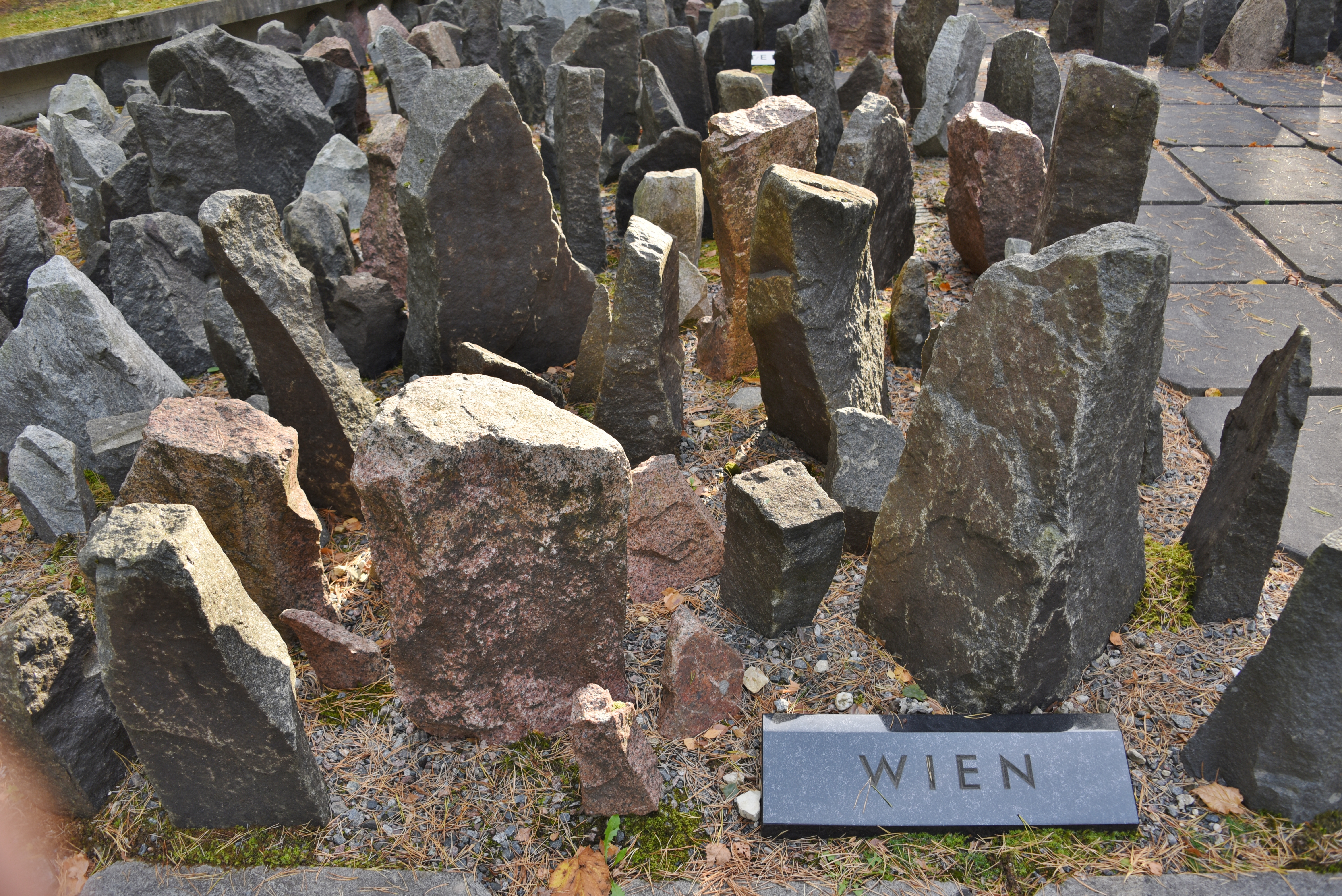
Wien
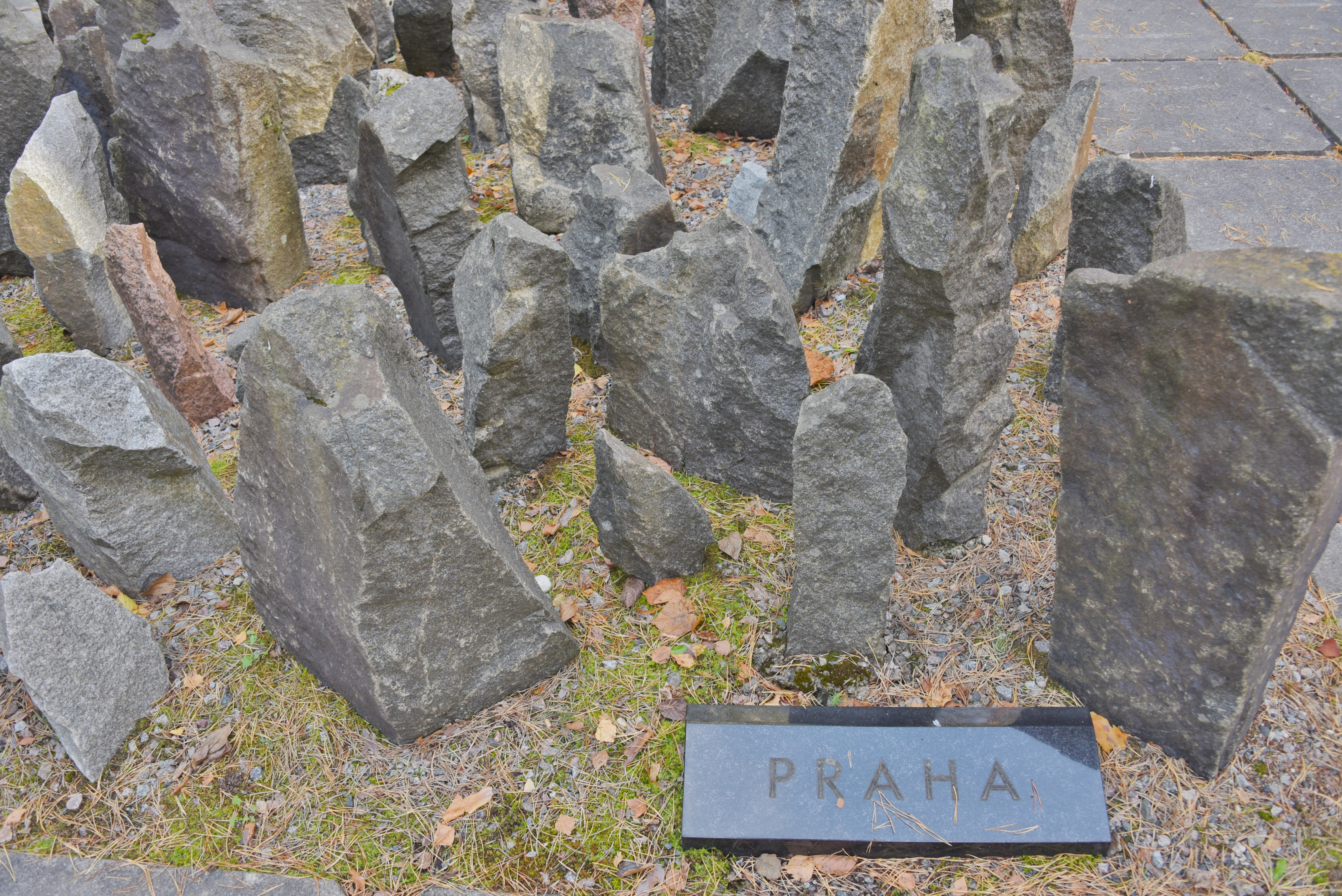
Prag
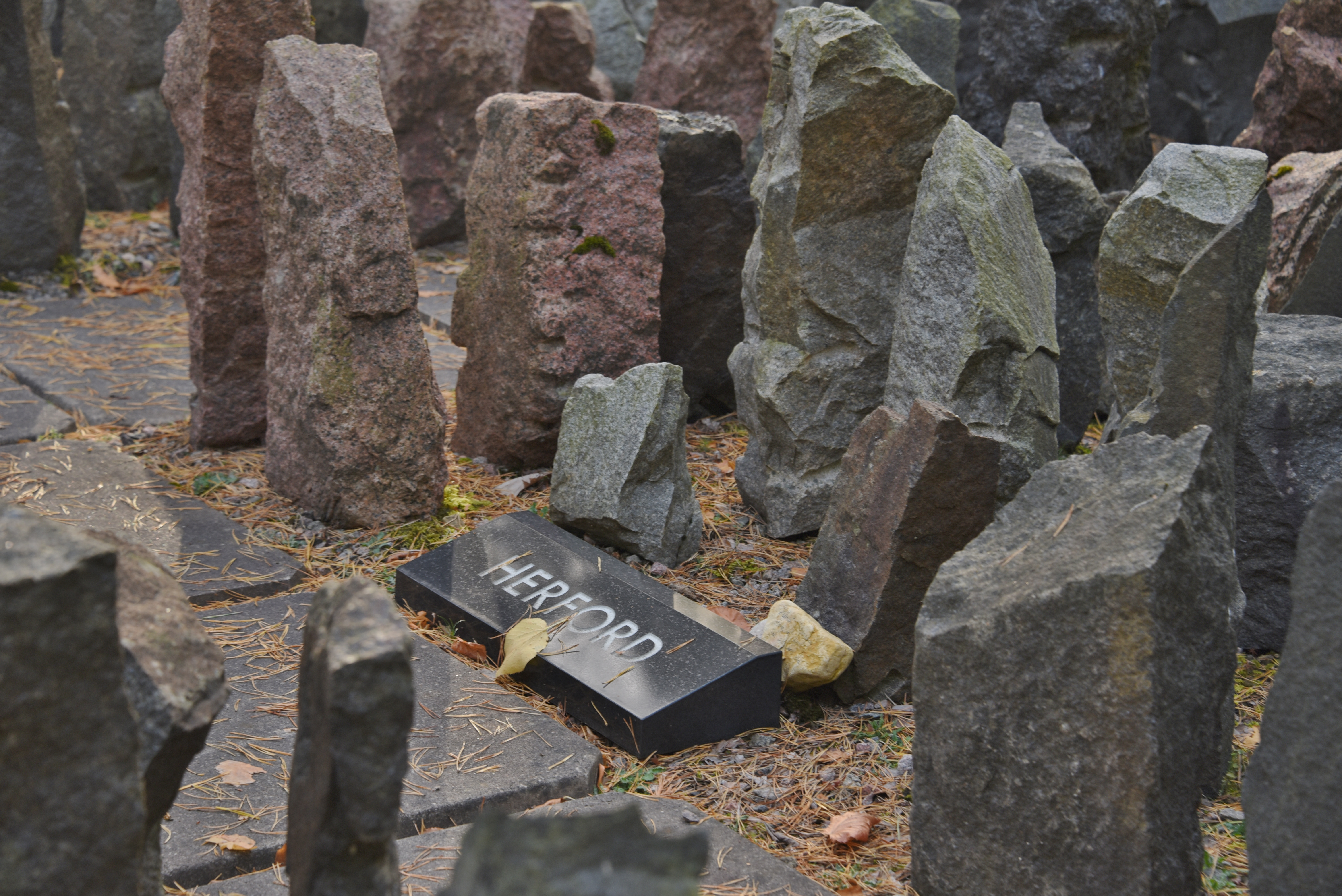
Herford
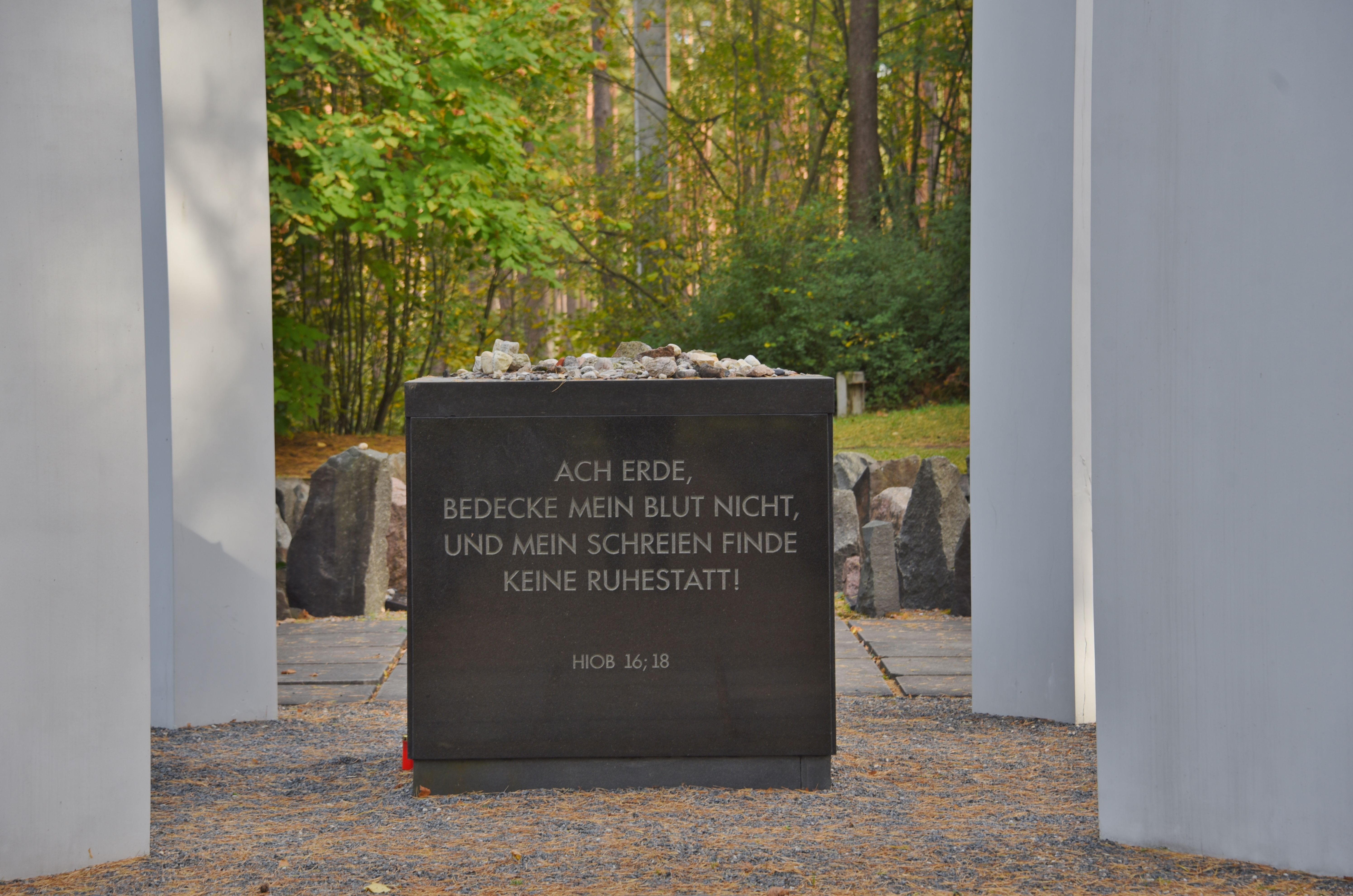
Bibelzitat

## Belege
1. ↑  George Popoff: The City of the Red Plague. Soviet Rule in a Baltic Town. Allen & Unwin, London 1932, S. 210–221.
2. ↑  Friedrich Wilhelm Bautz: Biographisch-Bibliographisches Kirchenlexikon, Band I (1990) Spalten 712–713 (Memento vom 13. Juni 2007 im Internet Archive)
3. ↑  Alexander Burchard: „… alle Deine Wunder“: Der letzte deutsche Propst in Riga erinnert sich, Band 10 der Schriftenreihe der Carl-Schirren-Gesellschaft, Schriftenvertrieb Carl-Schirren-Gesellschaft e. V., Lüneburg 2009, ISBN 978-3-923149-59-9, S. 126.
4. ↑  Vor fünf Jahren. Chronologie in der Rigaschen Rundschau Nr. 62 vom 15. März 1924, S. 6 (Digitalisat auf periodika.lv).
5. ↑  Walter Zelm: Vor zwanzig Jahren, Artikel in Evangelium und Osten Nr. 5 vom 1. Mai 1939, S. 165 fr. (online bei periodika.lv (Memento des Originals vom 8. Januar 2021 im Internet Archive)  Info: Der Archivlink wurde automatisch eingesetzt und noch nicht geprüft. Bitte prüfe Original- und Archivlink gemäß Anleitung und entferne dann diesen Hinweis.).
6. ↑  Veröffentlichung der Todesurteile aus der Roten Fahne in der Libauschen Zeitung, Nr. 69, 24. März 1919, online unter Berg|issueType:P (Memento des Originals vom 28. April 2020 im Internet Archive)  Info: Der Archivlink wurde automatisch eingesetzt und noch nicht geprüft. Bitte prüfe Original- und Archivlink gemäß Anleitung und entferne dann diesen Hinweis.
7. ↑  Vor fünf Jahren. Chronologie in der Rigaschen Rundschau Nr. 62 vom 15. März 1924, S. 6 (Digitalisat auf periodika.lv).
8. ↑  Axel Vogel: Mitmenschlichkeit ging verloren. Gedenken an die in Riga ermordeten Juden. In: Stimme & Weg 4/2010, S. 15.
9. ↑  Axel Vogel: Mitmenschlichkeit ging verloren. Gedenken an die in Riga ermordeten Juden. In: Stimme & Weg 4/2010, S. 14.
10. ↑  Marģers Vestermanis: Par memoriālu nacisma terora upuriem Biķernieku mežā Rīgā (Über die Gedenkstätte für die Opfer des nationalsozialistischen Terrors im Wald von Biķernieki in Riga).
11. ↑  Andrej Angrick, Peter Klein: Die „Endlösung“ in Riga. Ausbeutung und Vernichtung 1941–1944, ISBN 3-534-19149-8, S. 338–345.
12. ↑   Bericht des Überlebenden Viktor Marx (Memento vom 2. Oktober 2008 im Internet Archive).
13. ↑  Volksbund Deutsche Kriegsgräberfürsorge e. V. et al. (Hrsg.): Buch der Erinnerung. Die ins Baltikum deportierten deutschen, österreichischen und tschechoslowakischen Juden, S. 20–36 (Google Books).
14. ↑  Andrej Angrick, Peter Klein: Die „Endlösung“ in Riga. Ausbeutung und Vernichtung 1941–1944, S. 344.
15. ↑  Andrej Angrick: „Aktion 1005“ – Spurenbeseitigung von NS-Massenverbrechen 1942–1945. Göttingen 2018, ISBN 978-3-8353-3268-3, Bd. 2, S. 759–764 (mit Fotos).
16. ↑  Volksbund Deutsche Kriegsgräberfürsorge e. V. et al. (Hrsg.): Buch der Erinnerung. Die ins Baltikum deportierten deutschen, österreichischen und tschechoslowakischen Juden, S. XV (Google Books).
17. ↑  Axel Vogel: Mitmenschlichkeit ging verloren. Gedenken an die in Riga ermordeten Juden. In: Stimme & Weg 4/2010, S. 14–15.

Koordinaten: 56° 57′ 46,6″ N, 24° 12′ 37,4″ O